# Canton de Brantôme en Périgord
Le canton de Brantôme en Périgord, précédemment appelé canton de Brantôme, est une circonscription électorale française située dans le département de la Dordogne, en région Nouvelle-Aquitaine.
Avant 2015, c'était une division administrative. 

## Historique
- Le canton de Brantôme, écrit dans un premier temps « canton de Branthome », est l'un des cantons de la Dordogne créés en 1790, en même temps que les autres cantons français. Il a d'abord été rattaché au district de Perigueux avant de faire partie de l'arrondissement de Périgueux[1].

- De 1833 à 1848, les cantons de Brantôme et de Saint-Astier avaient le même conseiller général. Le nombre de conseillers généraux était limité à 30 par département.

### Redécoupage cantonal de 2014-2015
Par décret du 21 février 2014, le nombre de cantons du département est divisé par deux, avec mise en application aux prochaines élections départementales prévues en mars 2015. Le canton de Brantôme est conservé ; il s'agrandit et prend le nom de canton de Brantôme en Périgord. Il passe de 11 à 42 communes. Au 1er janvier 2016, Brantôme et Saint-Julien-de-Bourdeilles se regroupent pour former la commune nouvelle de Brantôme en Périgord.

## Géographie
Ce canton est organisé autour de Brantôme. Il regroupe des communes de l'arrondissement de Nontron et de l'arrondissement de Périgueux. Son altitude varie de 63 m (Saint-Victor) à 251 m (Champeaux-et-la-Chapelle-Pommier).

## Représentation

### Conseillers généraux de 1833 à 2015
| Période | Période      | Identité                              | Étiquette             | Qualité |
| ------- | ------------ | ------------------------------------- | --------------------- | --- |
| 1833    | 1836         | Jean-Baptiste Numa Gadaud             |                       | Médecin, maire de Saint-Astier |
| 1836    | 1845         | Jean-Baptiste Debetz-Lacrouzille père |                       | Avocat à Périgueux, ancien conseiller de préfecture, juge de paix                                                                                |
| 1845    | 1871         | Étienne Boissat de Lagrave            |                       | Médecin - Maire de Bourdeilles |
| 1871    | 1903 (décès) | Guillaume Puyjoli de Meyjounissas     | Républicain           | Médecin - Maire de Brantôme (1877-1903) |
| 1903    | 1940         | André Devillard                       | Rad.                  | Médecin Maire de Brantôme (1903-1945) Nommé membre de la Commission administrative départementale en 1941 Nommé conseiller départemental en 1943 |
|         |              |                                       |                       | |
| 1945    | 1961         | Marcel Puygauthier                    | Rad.                  | Docteur vétérinaire, Bourdeilles |
| 1961    | 1973         | Joseph Lançon                         | Rad.                  | Médecin - Maire de Biras |
| 1973    | 1985         | Pierre François                       | DVG puis PS           | Directeur de C.E.G. honoraire Adjoint au maire de Brantôme                                                                                       |
| 1985    | 1998         | Jean-Louis Villechanoux               | MRG puis PRG puis DVG | Conseiller agricole Maire de Bourdeilles (1971-1995)                                                                                             |
| 1998    | 2004         | Bernard Mazouaud                      | UDF-Rad.              | Directeur régional Groupama Député (2004-2007) Maire de Saint-Julien-de-Bourdeilles Président de la communauté de communes du Brantômois         |
| 2004    | 2015         | Jean-Léopold Ganiayre                 | PS                    | Médecin retraité Ancien adjoint au maire de Bourdeilles (1971-1995)                                                                              |

### Conseillers d'arrondissement (de 1833 à 1940)
Le canton de Brantôme appartenait à l'arrondissement de Périgueux.
| Période                                  | Période          | Identité                          | Étiquette                 | Qualité |
| ---------------------------------------- | ---------------- | --------------------------------- | ------------------------- | --- |
| Les données manquantes sont à compléter. |                  |                                   |                           | |
| 1833                                     | 1836             | M. Bussière-Dupont                |                           | Adjoint au maire de Brantôme                                                                                |
| 1836                                     | 1842             | Jean Arnaud Mazeau                |                           | Notaire à Brantôme                                                                                          |
| 1842                                     | 1845             | Étienne Boissat de Lagrave        |                           | Médecin, maire de Bourdeilles                                                                               |
| 1845                                     | 1848             | Armand Poumeau de Lafforest       |                           | Avocat à Brantôme puis à Paris                                                                              |
|                                          |                  |                                   |                           | |
| avant 1855                               | 1861             | Jean Arnaud Mazeau                |                           | Ancien notaire à Brantôme                                                                                   |
| 1861                                     | 1867             | M. Bussière                       |                           | |
| 1867                                     | 1871             | François Poumeyrol                |                           | Notaire à Bourdeilles                                                                                       |
| 1871                                     | 1889             | Georges Bussière                  | Républicain               | Avocat à Périgueux, propriétaire à Agonac                                                                   |
| 1889                                     | 1895 (décès)     | René Guillaume François Poumeyrol | Républicain révisionniste | Notaire, maire de Bourdeilles                                                                               |
| 1895                                     | 1903 (démission) | Georges Dethan                    | Républicain               | Docteur en droit, maire de Biras                                                                            |
| 1903                                     | 1913             | Joseph-Élie Simonnet              | Républicain               | Maire d'Agonac                                                                                              |
| 1913                                     | 1940             | Jean-Jules Cruveiller             | Radical                   | Propriétaire, maire de Lisle                                                                                |
| 1940                                     |                  |                                   |                           | Les conseils d'arrondissement ont été suspendus par la loi du 12 octobre 1940 et n'ont jamais été réactivés |

Sources : "Annuaires et calendriers 1789-1842 " sur le site des archives départementales de la Dordogne. https://archives.dordogne.fr/r/72/fonds-imprimes/annuaires-et-calendriers?arko_default_6076b1c79b335--ficheFocus=

### Conseillers départementaux à partir de 2015
| Période élective | Période élective | Mandat | Mandat   | Identité                   | Nuance | Nuance | Qualité                                                                                                |
| ---------------- | ---------------- | ------ | -------- | -------------------------- | ------ | ------ | --- |
| 2015             | 2021             | 2015   | 2021     | Jeannik Nadal              |        | PS     | Maire de Saint-Victor (1989-2020)                                                                      |
| 2015             | 2021             | 2015   | 2021     | Marie Pascale Robert-Rolin |        | PS     | Médecin généraliste à Champagnac-de-Belair                                                             |
| 2021             | 2028             | 2021   | en cours | Mélanie Célérier           |        | DVG    | Directrice du centre culturel de Ribérac                                                               |
| 2021             | 2028             | 2021   | en cours | Olivier Chabreyrou         |        | PS     | Ancien attaché parlementaire Maire de Bourdeilles (2008-2020), secrétaire fédéral du PS de la Dordogne |

### Résultats détaillés

#### Élections de mars 2015
À l'issue du 1er tour des élections départementales de 2015, deux binômes sont en ballottage : Jeannik Nadal et Marie Pascale Robert-Rolin (PS, 35,41 %) et Christian Maziere et Monique Ratinaud (DVD, 33,5 %). Le taux de participation est de 62,48 % (8 071 votants sur 12 917 inscrits) contre 60,04 % au niveau départemental et 50,17 % au niveau national.
Au second tour, Jeannik Nadal et Marie Pascale Robert-Rolin (PS) sont élus avec 50,83 % des suffrages exprimés et un taux de participation de 64,03 % (3 780 voix pour 8 268 votants et 12 913 inscrits).

#### Élections de juin 2021
Le premier tour des élections départementales de 2021 est marqué par un très faible taux de participation (33,26 % au niveau national). Dans le canton de Brantôme en Périgord, ce taux de participation est de 44,41 % (5 617 votants sur 12 649 inscrits) contre 40,86 % au niveau départemental. À l'issue de ce premier tour, deux binômes sont en ballottage : Josiane Boyer et Pascal Mazouaud (Divers, 29,48 %) et Mélanie Célérier et Olivier Chabreyrou (DVG, 27,58 %).
Le second tour des élections est marqué une nouvelle fois par une abstention massive équivalente au premier tour. Les taux de participation sont de 34,3 % au niveau national, 41,41 % dans le département et 45,76 % dans le canton de Brantôme en Périgord. Mélanie Célérier et Olivier Chabreyrou (DVG) sont élus avec 50,8 % des suffrages exprimés (2 625 voix pour 5 787 votants et 12 647 inscrits),,. 

## Composition

### Composition avant 2015

Situation du canton de Brantôme dans l'arrondissement de Périgueux en 2014.

Le canton de Brantôme regroupait onze communes.
| Nom                         | Code Insee | Codepostal | Superficie (km2) | Population (dernière pop. légale) | Densité (hab./km2) |
| --------------------------- | ---------- | ---------- | ---------------- | --------------------------------- | ------------------ |
| Brantôme (chef-lieu)        | 24064      | 24310      | 34,65            | 2 181 (2012)                      | 63                 |
| Agonac                      | 24002      | 24460      | 37,22            | 1 690 (2012)                      | 45                 |
| Biras                       | 24042      | 24310      | 19,43            | 613 (2012)                        | 32                 |
| Bourdeilles                 | 24055      | 24310      | 21,85            | 763 (2012)                        | 35                 |
| Bussac                      | 24069      | 24350      | 16,84            | 366 (2012)                        | 22                 |
| Eyvirat                     | 24170      | 24460      | 17,95            | 276 (2012)                        | 15                 |
| Lisle                       | 24243      | 24350      | 17,97            | 907 (2012)                        | 50                 |
| Saint-Front-d'Alemps        | 24408      | 24460      | 19,02            | 257 (2012)                        | 14                 |
| Saint-Julien-de-Bourdeilles | 24430      | 24310      | 5,95             | 80 (2012)                         | 13                 |
| Sencenac-Puy-de-Fourches    | 24530      | 24310      | 10,79            | 238 (2012)                        | 22                 |
| Valeuil                     | 24561      | 24310      | 18,50            | 387 (2012)                        | 21                 |

### Composition à partir de 2015
Le canton de Brantôme en Périgord se composait de 42 communes à sa création. Par rapport aux anciens cantons, il associe quatorze communes de l'ancien canton de Mareuil, neuf communes de l'ancien canton de Champagnac-de-Belair, dix des onze communes de l'ancien canton de Montagrier (Celles en est absente) et neuf des onze communes de l'ancien canton de Brantôme (Agonac et Saint-Front-d'Alemps en sont absentes). Avec ce redécoupage administratif, le territoire du canton s'affranchit des limites d'arrondissements, avec 23 communes sur l'arrondissement de Nontron et 19 sur l'arrondissement de Périgueux. Le bureau centralisateur reste fixé à Brantôme.
À la suite de la fusion des communes de Brantôme et Saint-Julien-de-Bourdeilles au 1er janvier 2016 pour former la commune nouvelle de Brantôme en Périgord, il est constitué de 41 communes.
Au 1er janvier 2017, la commune nouvelle de Mareuil en Périgord regroupe neuf anciennes communes ; le nombre de communes baisse à trente-trois. Au 1er janvier 2019, six communes rejoignent la commune nouvelle de Brantôme en Périgord, portant le nombre de communes à vingt-sept.
| Nom                                          | Code Insee | Intercommunalité          | Superficie (km2) | Population (dernière pop. légale) | Densité (hab./km2) | Modifier                                    |
| -------------------------------------------- | ---------- | ------------------------- | ---------------- | --------------------------------- | ------------------ | ------------------------------------------- |
| Brantôme en Périgord (bureau centralisateur) | 24064      | CC Dronne et Belle        | 133,33           | 3 748 (2022)                      | 28                 | modifier les données · modifier les données |
| Biras                                        | 24042      | CC Dronne et Belle        | 19,43            | 715 (2022)                        | 37                 | modifier les données · modifier les données |
| Bourdeilles                                  | 24055      | CC Dronne et Belle        | 21,85            | 793 (2022)                        | 36                 | modifier les données · modifier les données |
| Bussac                                       | 24069      | CC Dronne et Belle        | 16,84            | 385 (2022)                        | 23                 | modifier les données · modifier les données |
| Champagnac-de-Belair                         | 24096      | CC Dronne et Belle        | 18,46            | 783 (2022)                        | 42                 | modifier les données · modifier les données |
| Chapdeuil                                    | 24105      | CC du Périgord Ribéracois | 7,71             | 140 (2022)                        | 18                 | modifier les données · modifier les données |
| La Chapelle-Faucher                          | 24107      | CC Dronne et Belle        | 18,40            | 386 (2022)                        | 21                 | modifier les données · modifier les données |
| La Chapelle-Montmoreau                       | 24111      | CC Dronne et Belle        | 8,09             | 75 (2022)                         | 9,3                | modifier les données · modifier les données |
| Condat-sur-Trincou                           | 24129      | CC Dronne et Belle        | 16,54            | 495 (2022)                        | 30                 | modifier les données · modifier les données |
| Creyssac                                     | 24144      | CC du Périgord Ribéracois | 4,56             | 104 (2022)                        | 23                 | modifier les données · modifier les données |
| Douchapt                                     | 24154      | CC du Périgord Ribéracois | 8,68             | 349 (2022)                        | 40                 | modifier les données · modifier les données |
| Grand-Brassac                                | 24200      | CC du Périgord Ribéracois | 31,74            | 538 (2022)                        | 17                 | modifier les données · modifier les données |
| Lisle                                        | 24243      | CC du Périgord Ribéracois | 17,97            | 873 (2022)                        | 49                 | modifier les données · modifier les données |
| Mareuil en Périgord                          | 24253      | CC Dronne et Belle        | 150,48           | 2 316 (2022)                      | 15                 | modifier les données · modifier les données |
| Montagrier                                   | 24286      | CC du Périgord Ribéracois | 14,04            | 507 (2022)                        | 36                 | modifier les données · modifier les données |
| Paussac-et-Saint-Vivien                      | 24319      | CC du Périgord Ribéracois | 22,17            | 455 (2022)                        | 21                 | modifier les données · modifier les données |
| Quinsac                                      | 24346      | CC Dronne et Belle        | 17,37            | 384 (2022)                        | 22                 | modifier les données · modifier les données |
| La Rochebeaucourt-et-Argentine               | 24353      | CC Dronne et Belle        | 17,31            | 331 (2022)                        | 19                 | modifier les données · modifier les données |
| Rudeau-Ladosse                               | 24221      | CC Dronne et Belle        | 13,74            | 154 (2022)                        | 11                 | modifier les données · modifier les données |
| Saint-Félix-de-Bourdeilles                   | 24403      | CC Dronne et Belle        | 6,06             | 70 (2022)                         | 12                 | modifier les données · modifier les données |
| Saint-Just                                   | 24434      | CC du Périgord Ribéracois | 11,20            | 145 (2022)                        | 13                 | modifier les données · modifier les données |
| Saint-Pancrace                               | 24474      | CC Dronne et Belle        | 6,69             | 150 (2022)                        | 22                 | modifier les données · modifier les données |
| Saint-Victor                                 | 24508      | CC du Périgord Ribéracois | 5,12             | 212 (2022)                        | 41                 | modifier les données · modifier les données |
| Sainte-Croix-de-Mareuil                      | 24394      | CC Dronne et Belle        | 11,93            | 144 (2022)                        | 12                 | modifier les données · modifier les données |
| Segonzac                                     | 24529      | CC du Périgord Ribéracois | 3,88             | 204 (2022)                        | 53                 | modifier les données · modifier les données |
| Tocane-Saint-Apre                            | 24553      | CC du Périgord Ribéracois | 32,35            | 1 757 (2022)                      | 54                 | modifier les données · modifier les données |
| Villars                                      | 24582      | CC Dronne et Belle        | 27,67            | 464 (2022)                        | 17                 | modifier les données · modifier les données |
| Canton de Brantôme en Périgord               | 2403       |                           | 663,61           | 16 677 (2022)                     | 25                 | modifier les données                        |

## Démographie

### Démographie avant 2015
| 1962  | 1968  | 1975  | 1982  | 1990  | 1999  | 2006  | 2011  | 2012  |
| ----- | ----- | ----- | ----- | ----- | ----- | ----- | ----- | ----- |
| 6 880 | 6 617 | 6 252 | 6 444 | 6 925 | 7 036 | 7 518 | 7 706 | 7 758 |

### Démographie depuis 2015
En 2022, le canton comptait 16 677 habitants, en évolution de +0,86 % par rapport à 2016 (Dordogne : +0,37 %, France hors Mayotte : +2,11 %).
| 2013   | 2018   | 2022   |
| ------ | ------ | ------ |
| 16 654 | 16 457 | 16 677 |